# Ptinus spinicollis
Ptinus spinicollis là một loài bọ cánh cứng trong họ Ptinidae. Loài này được Solier in Gay miêu tả khoa học năm 1849.